# Aquilegia vulgaris subsp. vulgaris
Aquilegia vulgaris subsp. vulgaris é uma subespécie de planta com flor pertencente à família Ranunculaceae. 
A autoridade científica da subespécie é L., tendo sido publicada em Sp. Pl. 553 (1753).

## Nomes comuns
Dá pelos pelos seguintes nomes comuns: ancólia, aquilégia, columbina, erva-pombinha (não confundir com as espécies Fumaria officinalis e Corrigiola littoralis, que com ela partilham este nome), luvas-de-nossa-senhora (não confundir com a espécie Digitalis purpurea, que com ela partilha este nomes) e viúva (não confundir com a espécie Trachelium caeruleum, que com ela partilha este nome).

## Portugal
Trata-se de uma subespécie presente no território português, nomeadamente em Portugal Continental e no Arquipélago da Madeira.
Em termos de naturalidade é nativa de Portugal Continental e introduzida no Arquipélago da Madeira.

## Protecção
Não se encontra protegida por legislação portuguesa ou da Comunidade Europeia.